# 因河畔瓦瑟堡
因河畔瓦瑟堡是德国巴伐利亚州的一个市镇。总面积18.80平方公里，总人口12257人（截止到：2012年12月31日），人口密度652人/平方公里。城市座落在上巴伐利亚，行政管理上隶属于Rosenheim，地理位置上，位于首府慕尼黑东部约50公里处。
地理位置：
因河畔瓦瑟堡所处的地理位置很特殊：老城区座落在一个几乎完全由因河环绕而成的半岛上，只有一条小路将老城与外界相连。老城对面的因河河岸高达70米，从一处河边山崖的观景台，可以清楚看到整个老城区的建筑群，这些建筑的历史悠久，多数可追溯到中世纪。

因河畔瓦瑟堡 - Wasserburg am Inn
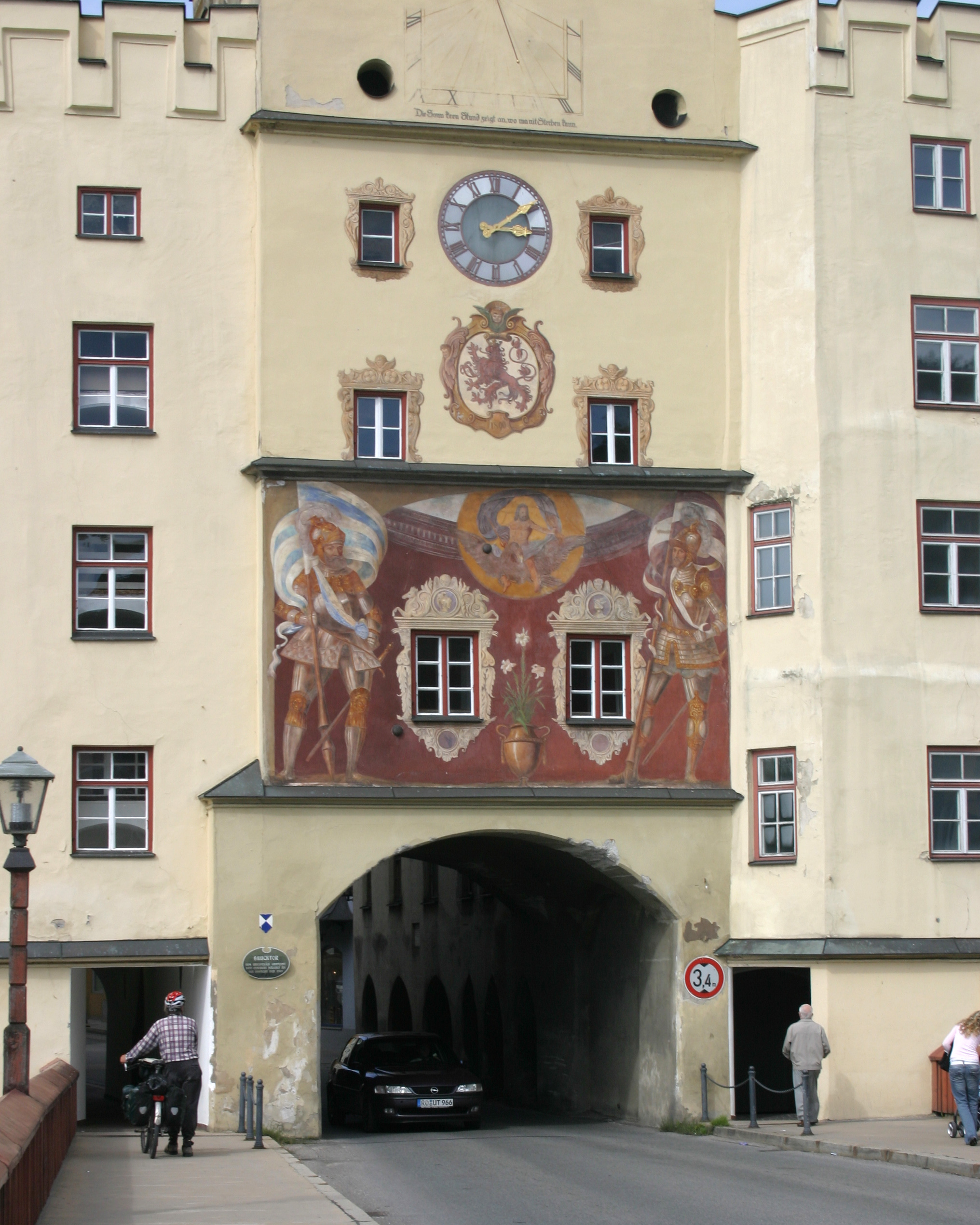
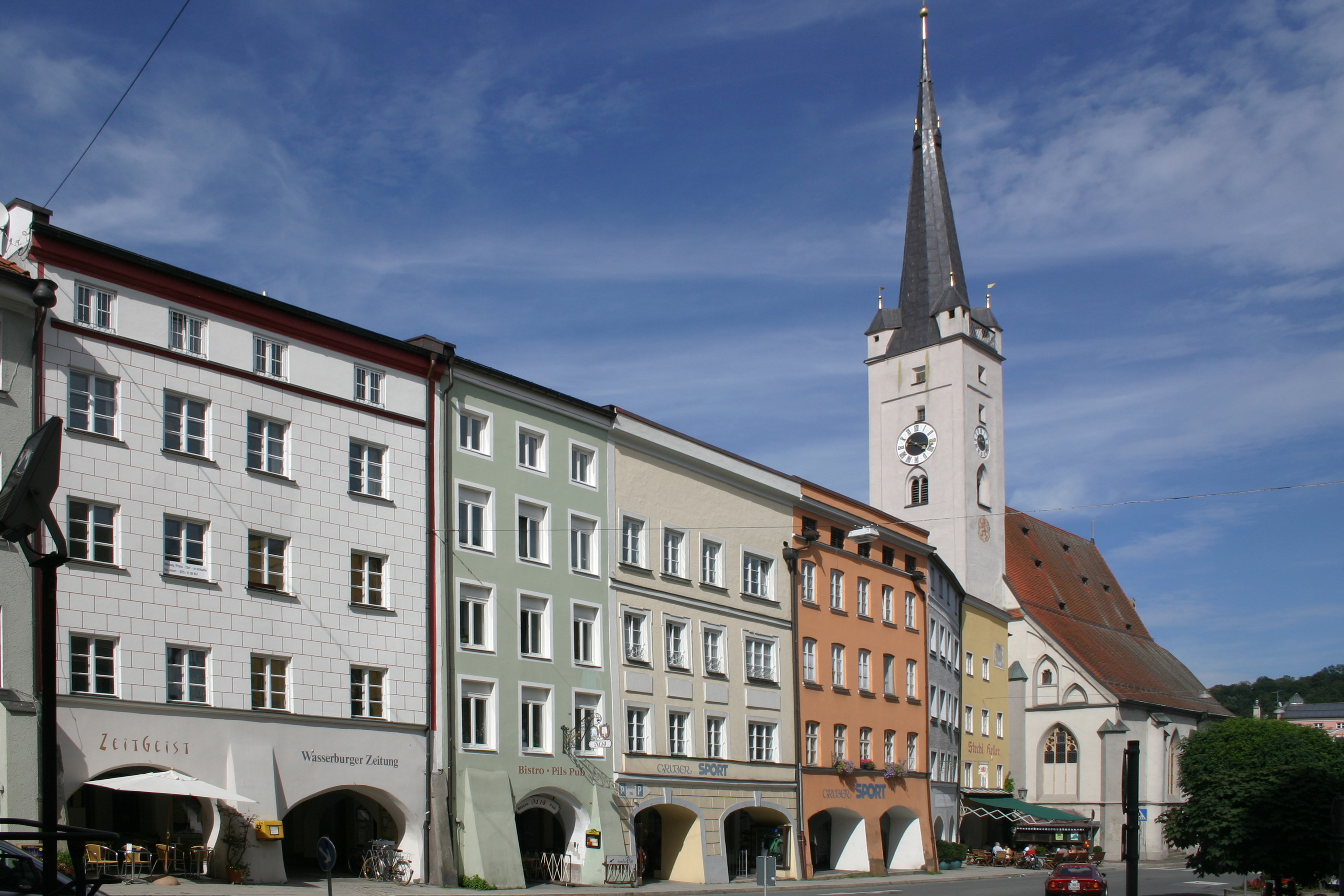
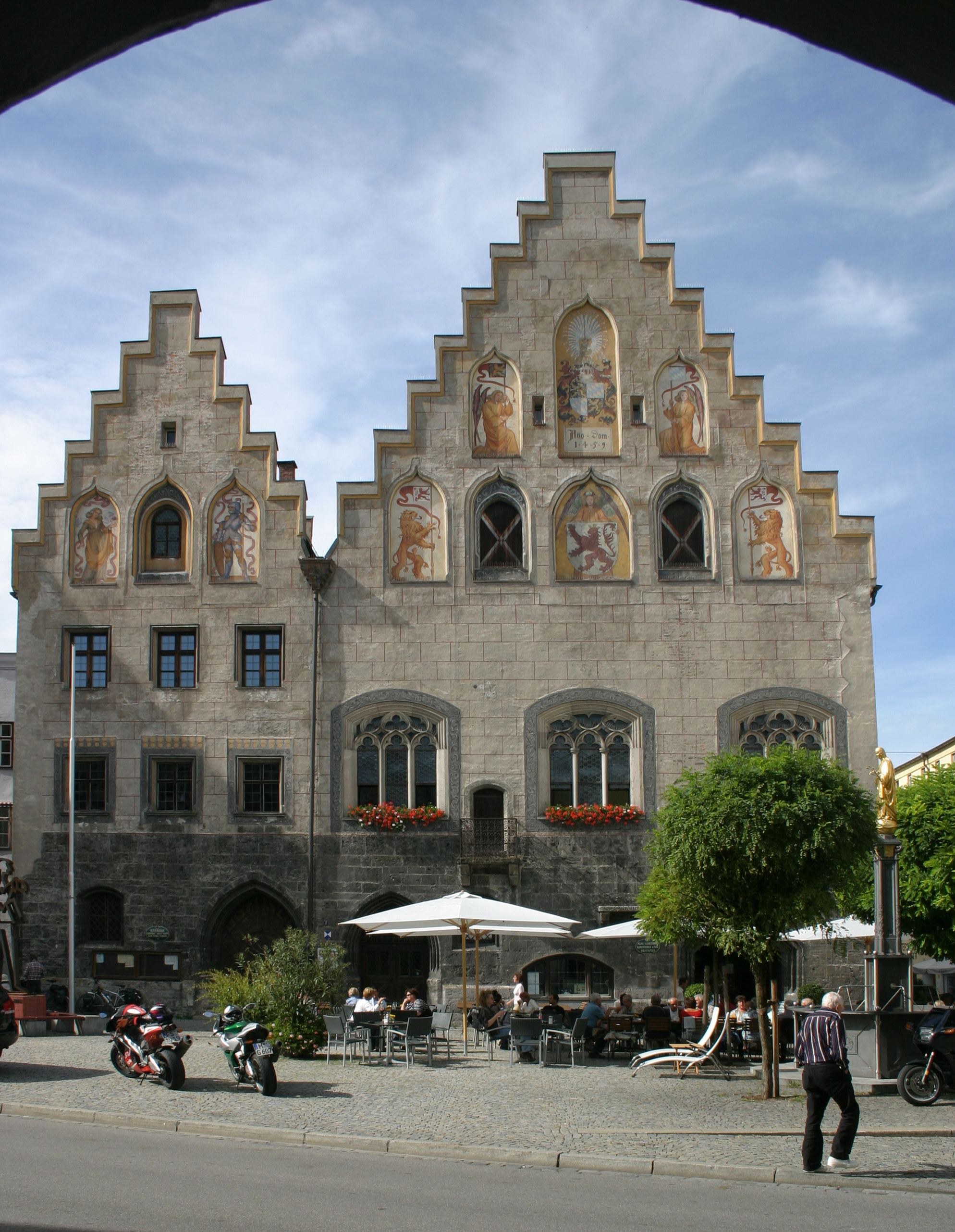
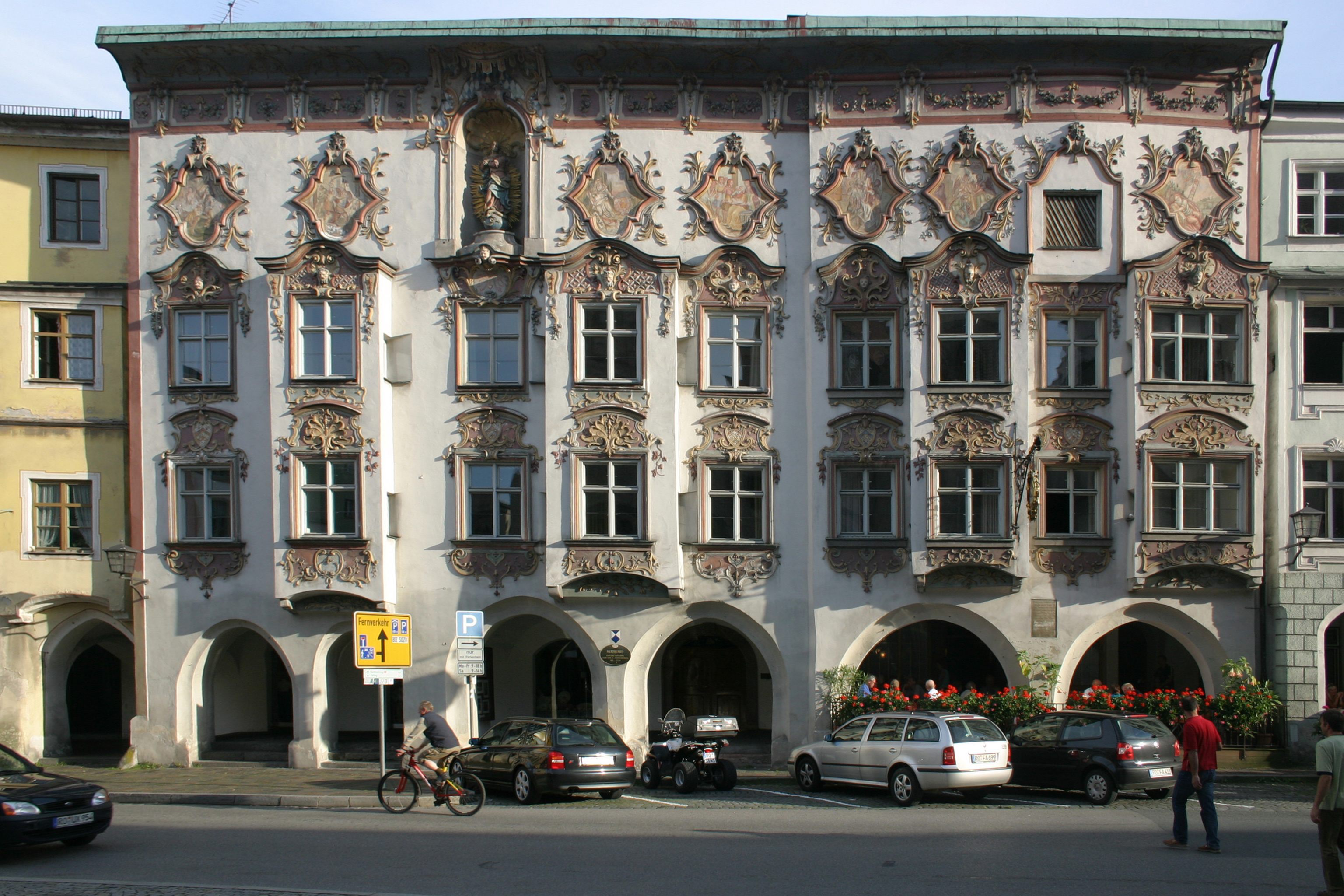
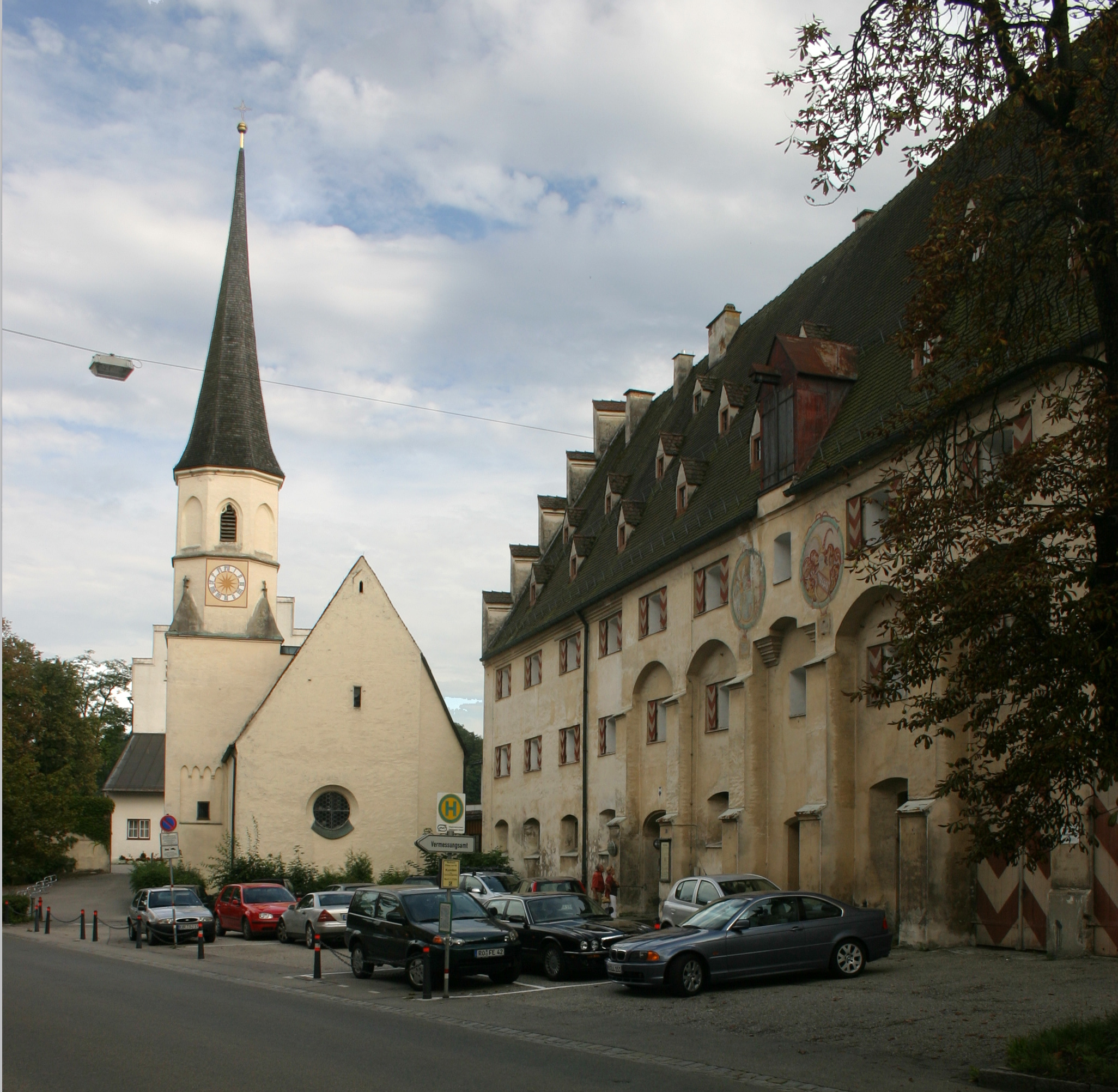
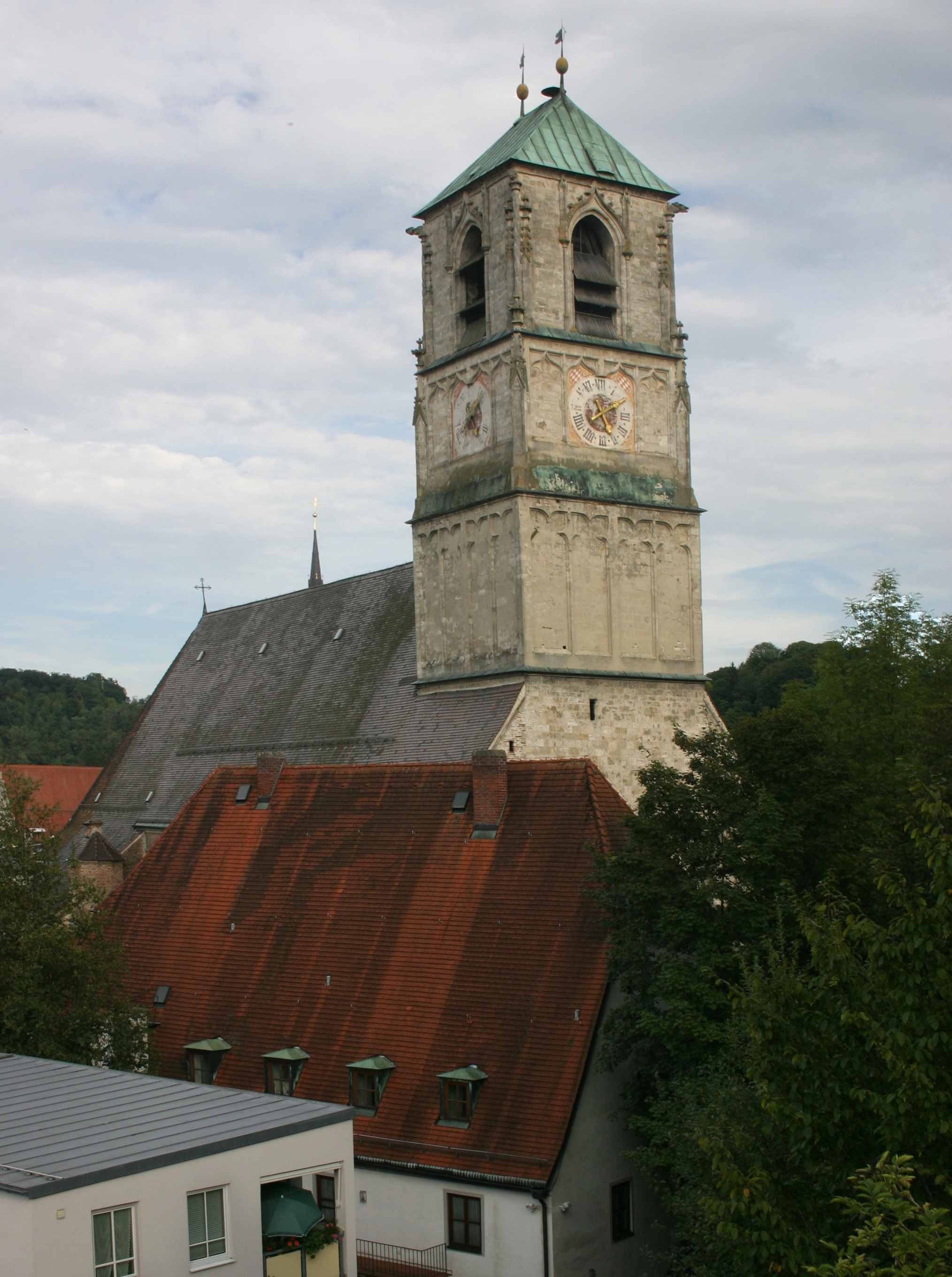
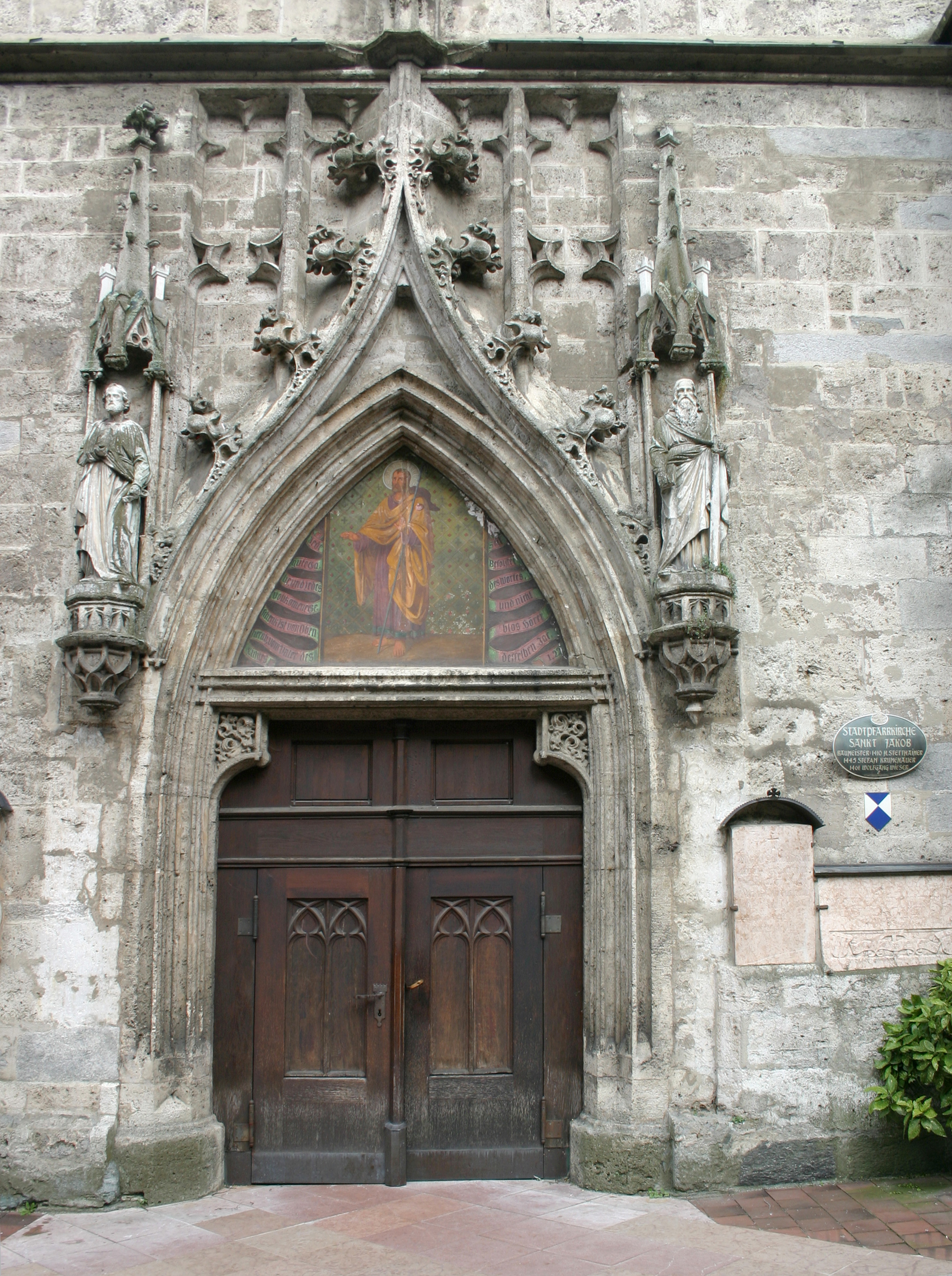
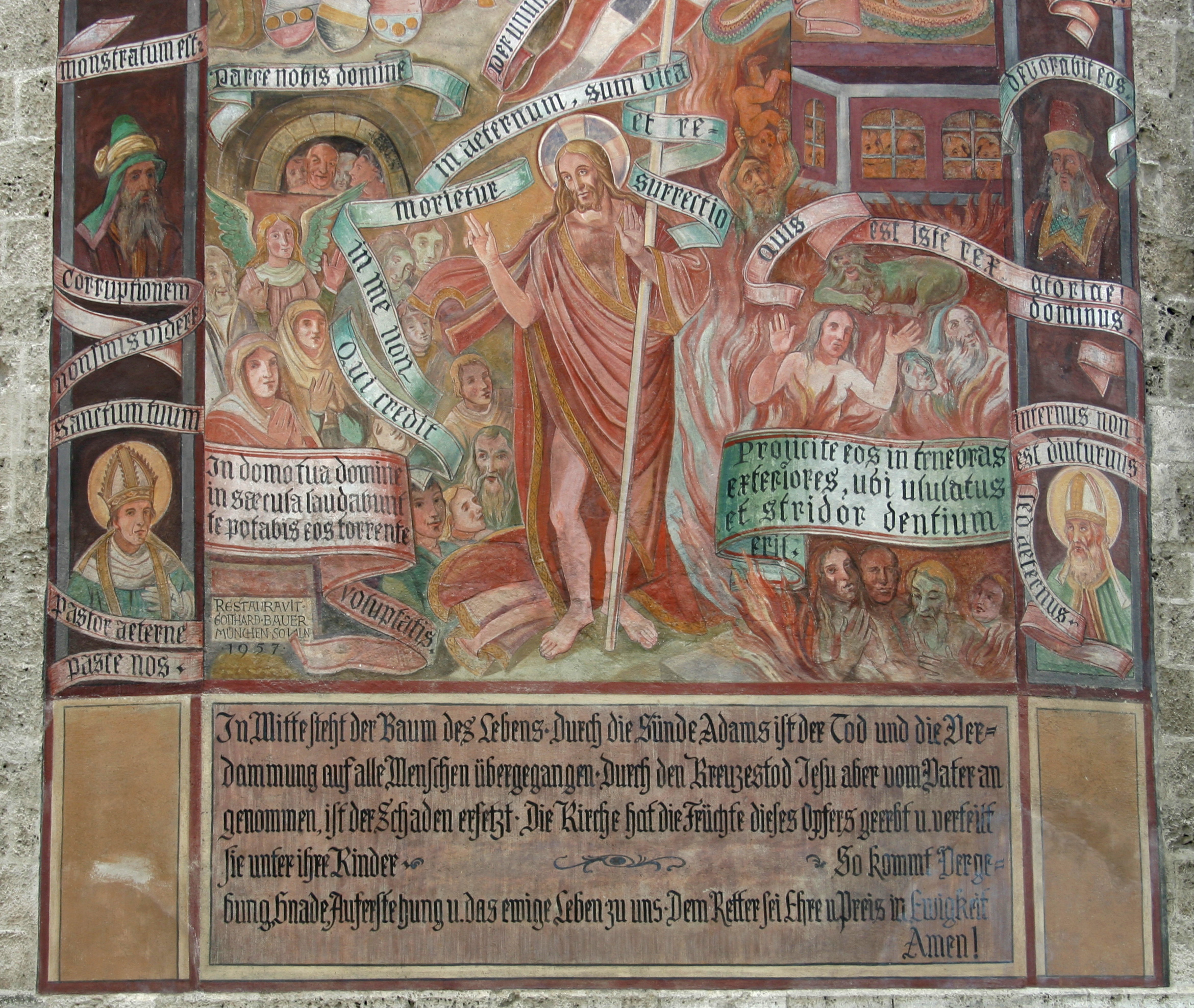